# Edmund Stoiber
Edmund Stoiber (ur. 28 września 1941 w Oberaudorfie) – niemiecki polityk, działacz CSU, premier rządu Bawarii w latach 1993–2007, kandydat koalicji CDU/CSU na kanclerza federalnego w wyborach 2002.

## Życiorys oraz działalność polityczna
Edmund Stoiber dorastał w bawarskim Oberaudorf jako syn pochodzącego ze Schwarzenfeld w Górnym Palatynacie ekonomisty Edmunda Georga Stoibera i rodowitej mieszkanki Nadrenii Elisabeth Stoiber (Zimmermann) z Dormagen. Od 1968 jest żonaty z Karin Stoiber Niemką sudecką i ma z nią trójkę dzieci: Constanze, Veronicę oraz Dominica i pięcioro wnucząt. Mieszka w Wolfratshausen. Od 1951 do 1961 uczęszczał do Ignaz-Günther-Gymnasium w Rosenheim, gdzie zdał maturę. Potem odbył służbę wojskową w wojskach górskich w Mittenwald i Bad Reichenhall.
Jesienią 1962, po zakończeniu służby wojskowej, rozpoczął studia nauk politycznych oraz prawa w Monachium, które ukończył w 1967 egzaminem państwowym pierwszego stopnia. Potem był pracownikiem naukowym w katedrze prawa karnego oraz prawa wschodniego Uniwersytetu w Ratyzbonie. W 1971 doktoryzował się pracą pt. „Naruszenie miru domowego w świetle aktualnych problemów”. Tego samego roku zdał z wyróżnieniem egzamin państwowy drugiego stopnia.
Jeszcze w tym samym roku rozpoczął pracę w bawarskim Ministerstwie Rozwoju Krajowego i Środowiska. Od 1972 do 1974 był w nim osobistym referentem ministra, a w końcu również kierownikiem Biura Ministra. Od 1978 został dopuszczony do wykonywania zawodu adwokata. Od 1978 do 1982 był oprócz tego syndykiem Lotto-Toto-Vertriebsgemeinschaft Bayern. W 1979 otrzymał propozycję powołania na katedrę nauk o zarządzaniu w Wyższej Szkole Waldkirch, z którego zrezygnował po dwuletnich negocjacjach.
Od 1978 do 1983 pod przewodnictwem Franza Josefa Straußa był sekretarzem generalnym CSU.  Jako sekretarz generalny był oprócz tego odpowiedzialny za kampanię wyborczą do Bundestagu w 1980. W wyborach kandydat CDU i CSU, Franz Josef Strauß, został jednak pokonany przez urzędującego kanclerza Helmuta Schmidta (SPD).
Od 1989 był zastępcą przewodniczącego CSU. Po przegranych przez Unię (CDU/CSU) wyborach w 1998 został wybrany na następcę byłego federalnego ministra finansów Theodora Waigla na stanowisku krajowego przewodniczącego CSU. Wcześniej, od czasu wybrania Stoibera w 1993 na premiera Bawarii, dochodziło często do konfliktów między nim a Waiglem.

### Wybory do Bundestagu 2002
W styczniu 2002 udało mu się przeforsować swoją osobę jako wspólnego kandydata CDU i CSU na urząd kanclerza („Śniadanie w Wolfratshausen”) wobec Angeli Merkel. Głównymi punktami jego kampanii była polityka gospodarcza i społeczna, zwłaszcza zwalczanie bezrobocia, bezpieczeństwo wewnętrzne i rozwój gospodarczy słabo rozwiniętych północno-wschodnich Niemiec. Pełnomocnikiem kampanii w równolegle do zespołu CDU/CSU działającego zespołu Stoibera był Michael Spreng, były redaktor naczelny „Bild am Sonntag”. Mimo procentowych wzrostów nie udało się Stoiberowi, koalicji CDU/CSU i FDP, zdobyć bezwzględnej większości. CDU i CSU zdobyły 3,4% więcej i pierwszy raz odwróciły stałą, trwającą 22 lata tendencję spadkową partii związkowych (CDU/CSU) w wyborach do Bundestagu. Uzyskane 38,5 procent było jednak nadal czwartym pod względem wielkości wynikiem partii związkowych od 1949. Wprawdzie SPD po dużych stratach uzyskało również dokładnie 38,5 procent, jednak dzięki łącznie 6027 głosom (= 0,01%) znalazło się przed CDU/CSU. Poprzez mandaty nadwyżkowe SPD mogło stworzyć najsilniejszą frakcję w Bundestagu.

### Działalność po 2002
W lutym 2004 Jacques Chirac za przyzwoleniem kanclerza Gerharda Schrödera zaproponował Stoiberowi stanowisko przewodniczącego Komisji Europejskiej, które ten jednak odrzucił. Na początku 2004 był on również uznawany za pretendenta do urzędu prezydenta RFN, zrezygnował jednak z kandydowania.
Był desygnowanym ministrem gospodarki w gabinecie Angeli Merkel. 1 listopada 2005 zdecydował się jednak zrezygnować z tego stanowiska. Jako uzasadnienie podał zapowiedzianą rezygnację Franza Münteferinga z przewodniczenia SPD. Z powodu swego zwlekania i niezdecydowanej postawy względem przystąpienia do rządu został skrytykowany również w CSU. Żądano tam zmiany polityki, gdyby Stoiber w Monachium odważył się na nowy początek; premier znów miał zapewnić sobie zaufanie wyborców.

## Sprawowane urzędy
Edmund Stoiber jest od 1974 członkiem bawarskiego Landtagu.
Od początku lat 90. XX w. jednym z jego długofalowych celów jest wspieranie politycznego narybku. Bardziej znani ze specjalistów wprowadzonych przez niego do polityki – przede wszystkim posłowie i przedstawiciele polityki gospodarczej oraz społecznej – są określani mianem „Grupy 94”.
W 1982 został, jako sekretarz stanu i kierownik bawarskiej Kancelarii Państwowej, powołany do kierowanego przez Franza Josefa Straußa rządu. W 1986 został w tej samej funkcji ministrem stanu. Po śmierci Straußa w 1988 został mianowany bawarskim ministrem spraw wewnętrznych w gabinecie Maxa Streibla.
Po tym jak w maju 1993 premier Max Streibl musiał ustąpić z powodu tzw. afery Amigo, Stoiber został 17 czerwca 1993 wybrany jego następcą. Od 1 listopada 1995 do 31 października 1996 był również przewodniczącym Bundesratu. Jako czołowy kandydat CSU udało mu się podczas wyborów krajowych w 1994 i 1998 obronić bezwzględną większość z 52,8 i 52,9 procentami oddanych głosów, a przy okazji ostatnich wyborach krajowych w 2003, jednak przy niewielkiej frekwencji (57,3 proc.), zwiększyć ją do 60,7%. Tym, drugim z najlepszych wyników w historii uzyskał dla CSU 2/3 miejsc w bawarskim Landtagu.
Oprócz tego był, razem z Franzem Münteferingiem, przewodniczącym Komisji Federalistycznej, wspólnej komisji Bundesratu i Budestagu ds. modernizacji i porządku federalnego.

### Inne stanowiska oraz członkostwa w organizacjach
- Członek rady nadzorczej ZDF
- Przewodniczący rady Bawarskiej Fundacji Krajowej
- Przewodniczący rady Bawarskiej Fundacji Nauki
- Przewodniczący zgromadzenia doradczego FC Bayern München e.V.
- Przewodniczący rady Fundacji Sudeckoniemieckiej
- Przewodniczący rady Fundacji Buchheima
- Członek: SpVgg Unterhaching, TSV 1860 Monachium e. V., Eis Club „Die Löwen” Bad Tölz e. V., Kompanii strzelców górskich Wolfratshausen, Parsberger Schützen Alling, Trachtenverein „D’Loisachtaler”, Okręgowego Związku Wędkarskiego Wolfratshausen
- Honorowy członek katolickiego Związku Studentów D.D.St.V. Trifels München
- Wydawca „Kuriera Bawarii”, tygodnika CSU
- Członek Stowarzyszenia przeciwko oszukańczemu wyszynkowi (dosł. nalewaniu)
- Ambasador Mistrzostw Świata w piłce nożnej osób niepełnosprawnych

## Kontrowersje
Edmund Stoiber jest znany z poparcia dla środowisk związanych z ruchem wypędzonych, czyli Niemców wysiedlonych po II wojnie światowej. Wielokrotnie przemawiał na ich zgromadzeniach. W jednym z nich, dokonanym 23 czerwca 2002 roku wyraził opinię iż „Niemcy posiadają bogatą kulturę i historię a Wschodnie Prusy nieodłącznie należą do nich”. Jednocześnie zażądał aby Czechy i Polska anulowały ustawy, które stanowiły podstawę prawną do deportacji Niemców z tych krajów, mówiąc zarazem że „Niemcy mają prawo do swych ojczystych ziem”. Podkreślił, iż jeśli zostanie kanclerzem sprawi iż wszelkie tego typu ustawy i prawa zostaną zniesione. Wyraził też opinię, że „Wschodnie Prusy, Śląsk, Pomorze staną się regionami Europejskimi” i zażądał aby były zarządzane także przez Niemców. Rząd Polski odrzucił te żądania.

## Odznaczenia
- 1984 Bawarski Order Zasługi
- 1996 Wielki Order Króla Dymitra Zwonimira (Chorwacja)[2]
- 1998 Krzyż Wielki Orderu Infanta Henryka (Portugalia)
- 1999 Wielki Krzyż z Gwiazdą i Wstęgą Orderu Zasługi Republiki Federalnej Niemiec

Krzyż Wielki Orderu Gwiazdy Rumunii
- 2002 Komandor Legii Honorowej (Francja)
- 2003 Oficer Narodowego Orderu Quebecu (Kanada)
- 2004 Krzyż Wielki Orderu Zasługi Republiki Federalnej Niemiec
- 2005 Wielka Złota Odznaka Honorowa na Wstędze za Zasługi dla Republiki Austrii
- 2006 Krzyż Wielki Orderu Zasługi Republiki Włoskiej[3]
- 2009 Medal Za Zasługi dla Badenii-Wirtembergii (Badenia-Wirtembergia)